# Werdauer-Greizer Wald

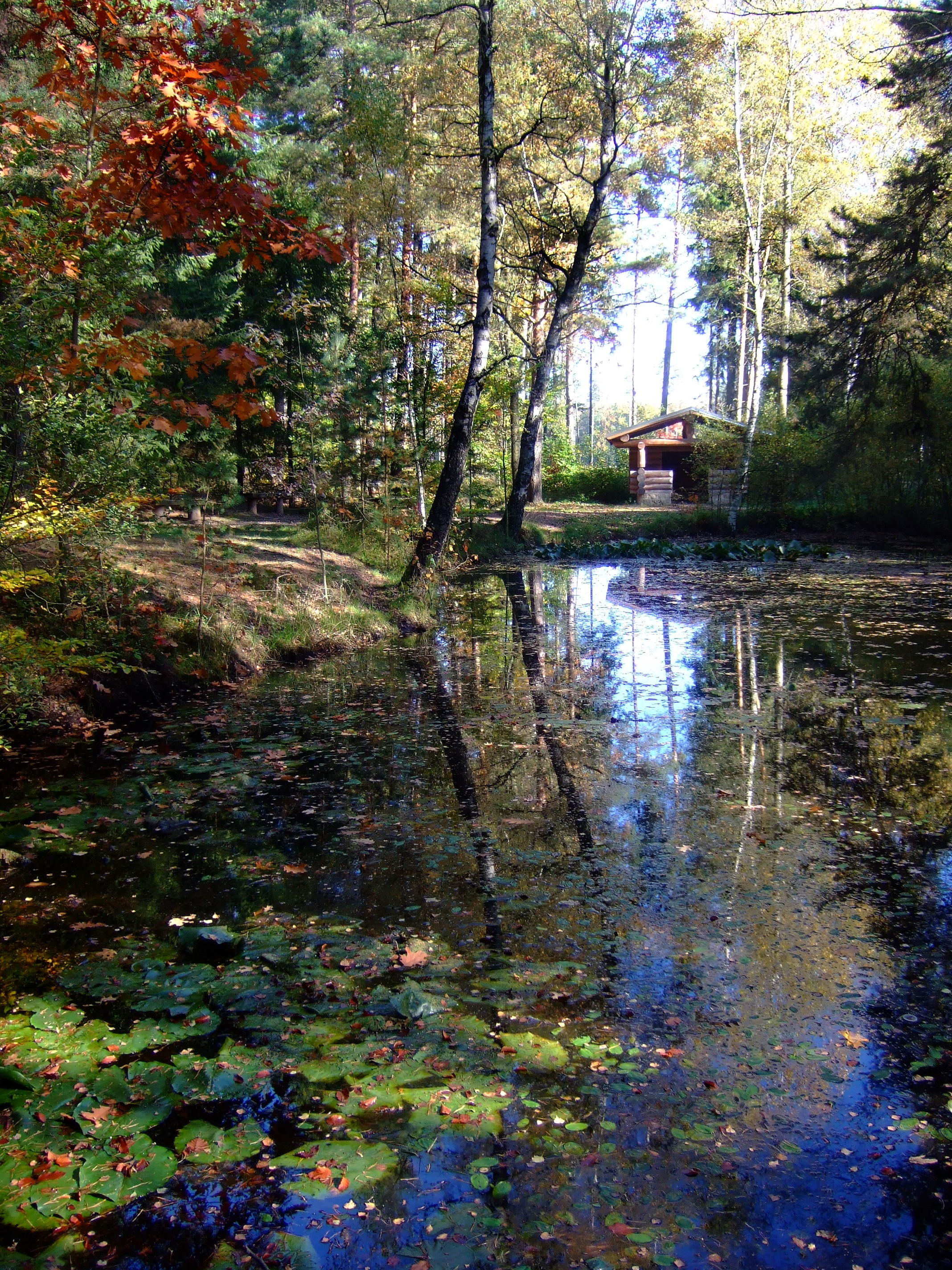
Am Seerosenteich

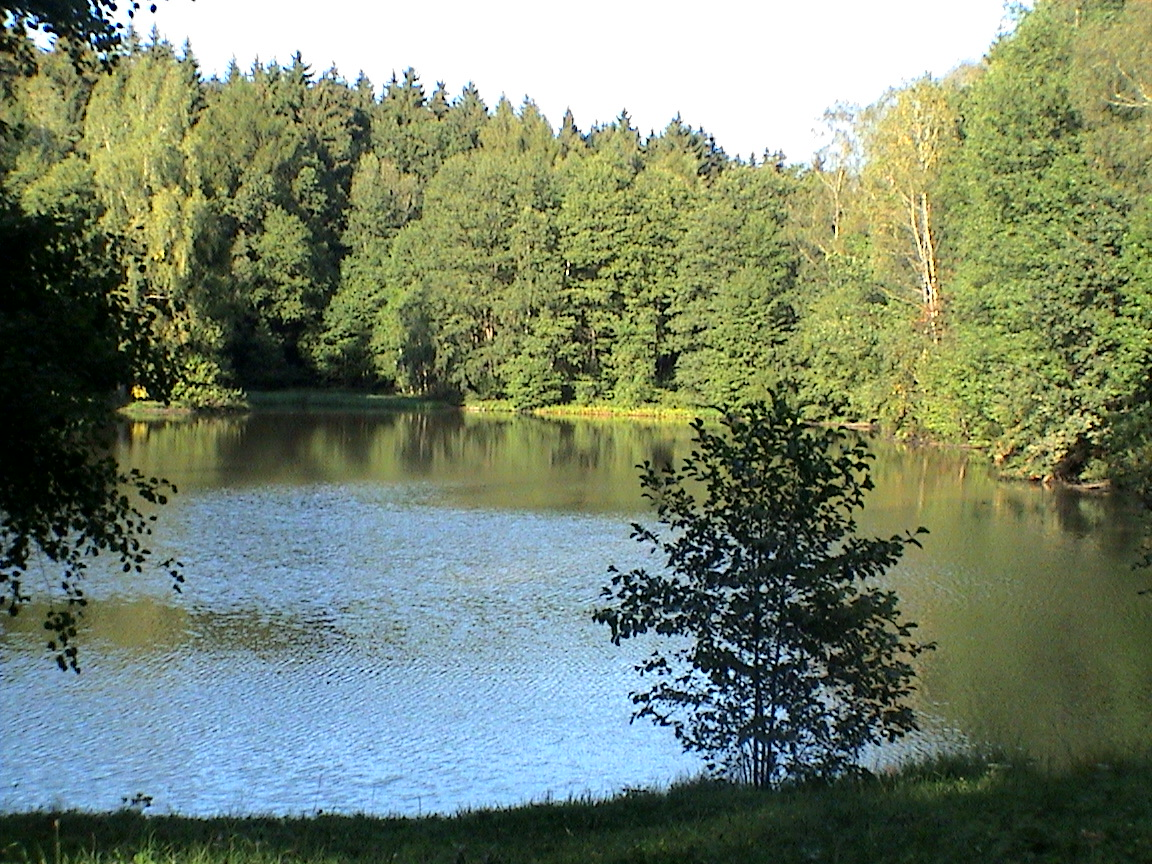
Der Schlötenteich im Schlötengrund bei Neumühle

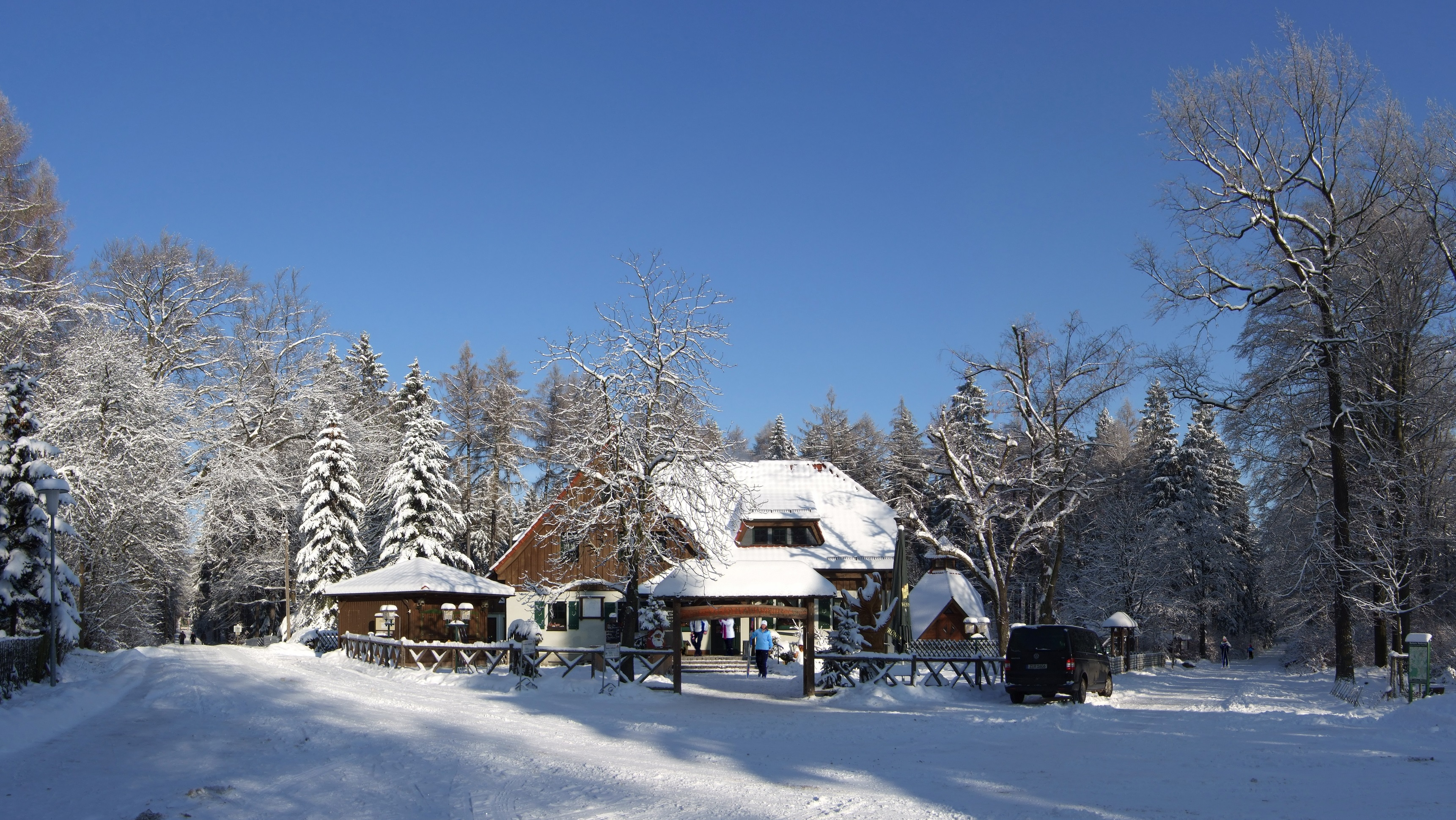
Winter im Werdauer Wald

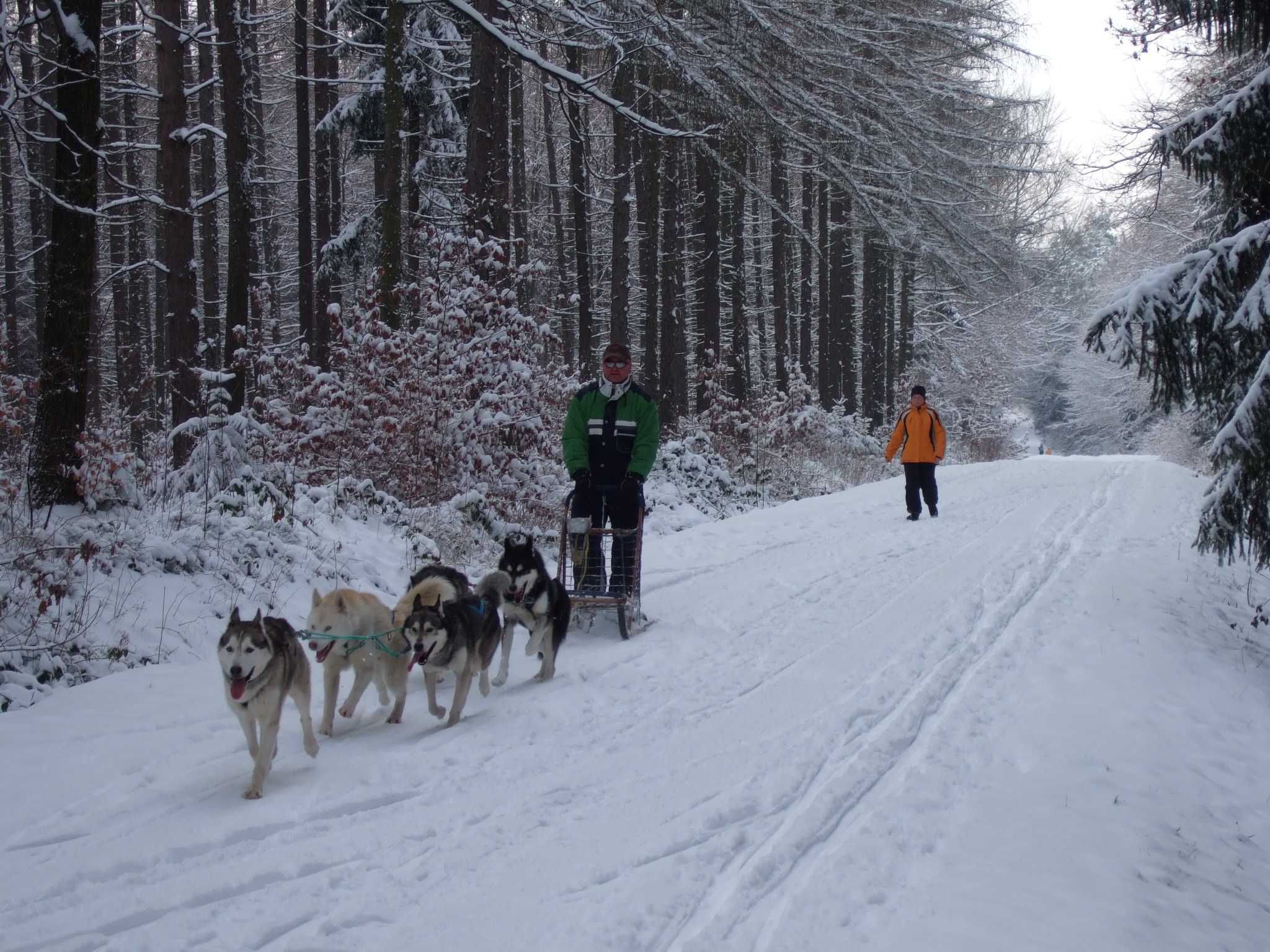
Hundeschlittengespann

Der Werdauer-Greizer Wald, auch Greiz-Werdauer Wald oder Werdauer Wald ist eines der größten geschlossenen Waldgebiete in Westsachsen und Ostthüringen. Darin befinden sich die beiden Landschaftsschutzgebiete Wälder um Greiz und Werdau (in Thüringen) und Werdauer Wald (in Sachsen).

## Lage
Das 62 km² große Waldgebiet erstreckt sich hauptsächlich zwischen den Taleinschnitten der Pleiße und der Weißen Elster. An seinem Nordrand in Thüringen fließt der Krebsbach.
Den nördlichen Ausläufer bildet das Waldareal bei dem Dorf Trünzig.
Westlich von Greiz bildet der Quirlbach einen Abschnitt der LSG-Grenze. Im Westen zieht sich das Waldgebiet bis über den Rand des Elstertales hinaus und endet südöstlich des Dorfes Daßlitz. Der nordöstliche Zipfel bei Werdau mit dem Quellgebiet des nördlich angrenzenden Meiselbachs geht in die Leubnitzer Waldsiedlung über, deren unbebaute Fläche vor 1945 noch zum Staatsforstrevier Trünzig gehörte.
Der Wald grenzt nordöstlich an das Stadtgebiet von Werdau (Sachsen) und südwestlich an Greiz (Thüringen). Mitten im Wald gibt es eine Rodungsinsel, wo sich die Siedlung Waldhaus befindet. Die höchste Erhebung bildet mit 447 Meter der Brand auf Thüringer Gebiet. Weitere Berge sind der Sauberg (443 m), Tischberg (394 m), die Teufelskanzel (374 m) sowie der Silberberg (368 m).
Die gemeinsame Landesgrenze der Bundesländer Sachsen und Thüringen verläuft von Teichwolframsdorf heranführend in etwa Nord-Süd-Richtung entlang einer Straße (Lagweg) in Richtung Reudnitz durch den Wald.

## Landschaftsschutzgebiet
Die damalige Bezirksverwaltung Gera errichtete im thüringischen Teil 1961 das Landschaftsschutzgebiet Wälder um Greiz und Werdau. Der Werdauer Wald auf sächsischer Seite wurde erst 1968 durch die Verwaltung des Bezirks Karl-Marx-Stadt zum Landschaftsschutzgebiet erklärt. Es gibt hier Flächennaturdenkmale und Geschützte Landschaftsbestandteile.

## Flora und Fauna
Das Landschaftsschutzgebiet ist zu etwa 80 Prozent mit Wald bewachsen. Vorherrschende Baumarten sind Fichte, Kiefer und Lärche. Es existieren auch kleine Areale früherer Buchen- und Eichenmischwaldbestände. Den restlichen Baumbestand bilden vor allem Birken und Ahorn. Natürliche Sehenswürdigkeiten sind beispielsweise die Cottaeiche südlich von Langenbernsdorf oder der Seerosenteich.
Häufig vorkommende Tierarten sind: Rothirsch, Rotfuchs, Waldameise und Vogelarten wie Kohlmeise und Buntspecht. Weiterhin leben und brüten hier Schwarzspechte, Baumfalken und Sperber.

## Holznutzung und Flößerei
Die beträchtliche Fläche des Waldgebietes gab stets Anlass für eine umfangreiche Holznutzung. Die ältesten Informationen darüber stammen aus dem späten 14. Jahrhundert und beziehen sich auf einzelne Holzprivilegien und Waldsteuern in Form von Naturalabgaben durch Bauern.
Aus der zweiten Hälfte des 16. Jahrhunderts gibt es Berichte, wonach eine Flößerei vom Werdauer Wald über den nahen Lauf der Pleiße geplant wurde, weil in der Region Leipzig ein Holzmangel eingetreten war. Ein entsprechender Holzhof in Leipzig entstand 1579. Um diese Zeit hatte man den Meiselbach und Leubnitzer Bach zu Floßgräben umgebaut und bestehende Teiche im Waldgebiet vertieft. Es gab jedoch auch Flößerei aus dem Wald zur Weißen Elster zu, so vom Schlötenteich nahe der ehemaligen Schlötenmühle.
Nach 1600 kam es zur Unterbrechung von den auf der Pleiße bisher nach Leipzig gelangten Holzlieferungen. Im Jahre 1689 brachte die Flößerei wieder Holz bis Münsa bei Altenburg. Insgesamt erhielten die Städte Werdau, Crimmitschau, Gößnitz und Altenburg Holzlieferungen. Im Jahre 1733 stellte man die Flößerei auf der Pleiße ein.
Nach 1945 wurden in Folge von Reparationsleistungen an die Sowjetunion größere Waldflächen im Osten Richtung Werdauer und Leubnitzer Stadtgebiet abgeholzt. Die Flächen wurden anschließend als Ackerland genutzt und zum Teil an Heimatvertriebene (im SBZ/DDR-Sprachgebrauch Umsiedler) zum Bau von Neubauernhöfen verteilt (siehe Leubnitzer Waldsiedlung). Auf Werdauer Flur entstand auf Teilen der Rodungsfläche mit der Werdauer Waldsiedlung eine Wochenendwohnsiedlung. Seit einigen Jahren wird die Wiederaufforstung schrittweise betrieben.

## Touristische Nutzung

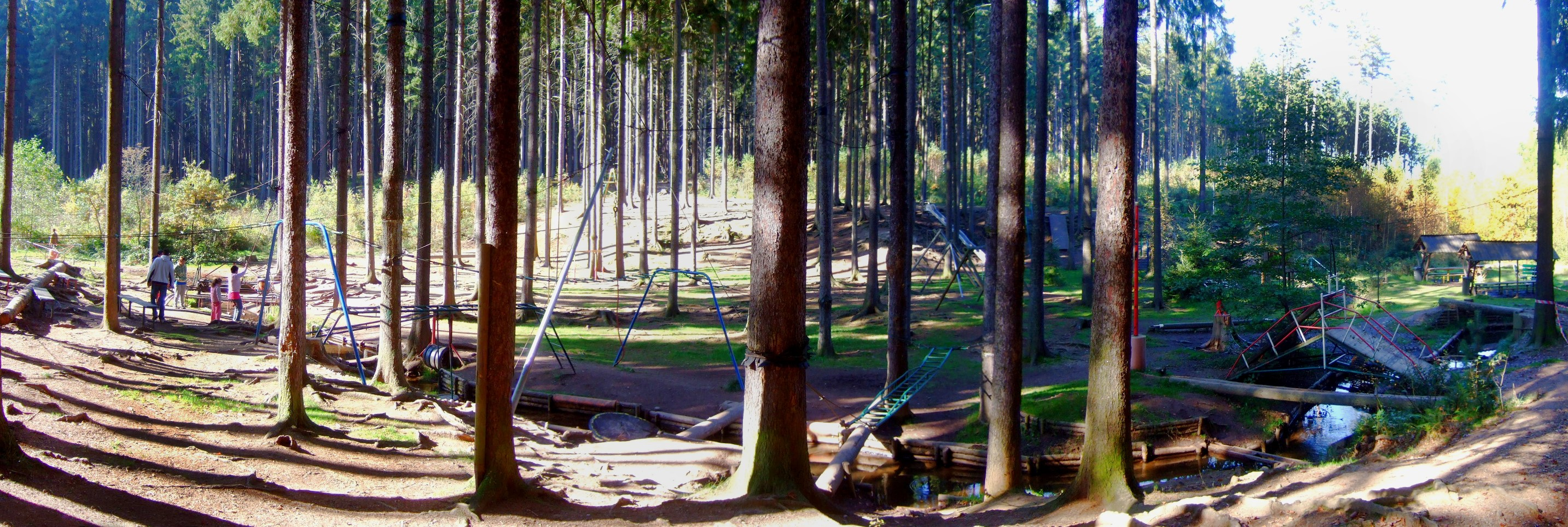
Stöckener Hasenheide

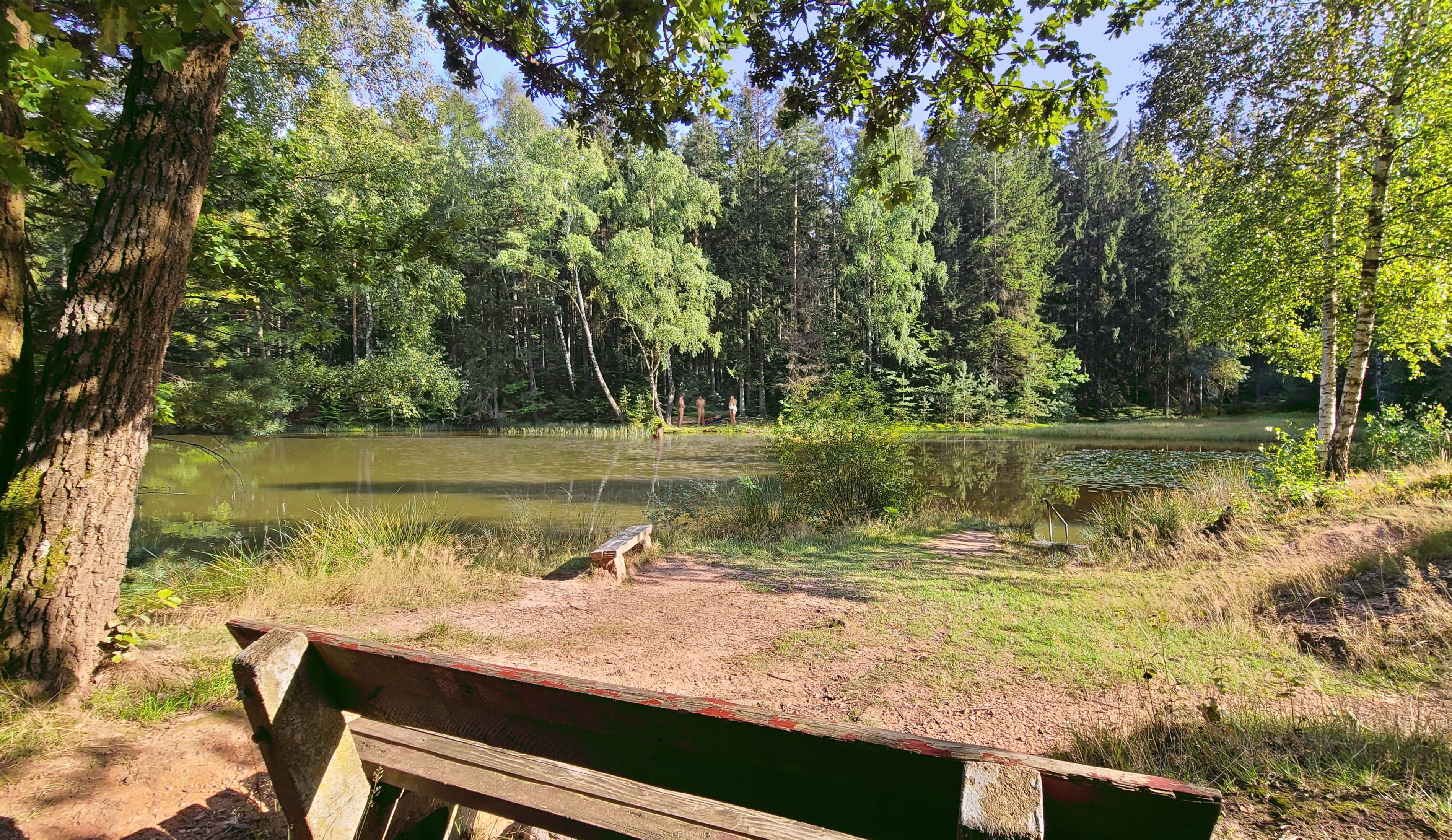
Am Elferteich

Besonders an Wochenenden bietet das ausgeschilderte (Wanderrouten) Waldgebiet Wanderern, Fahrradfahrern, Pilzsammlern, Inline-Skatern und Reitern Erholung. Kleine Waldseen, wie der Stauweiher und der Elferteich sind regional genutzte Badegewässer. Weithin bekannt ist auch der Sport-/Spielplatz Stöckener Hasenheide. Zweimal im Jahr findet auf sächsischer Seite der Werdauer Waldlauf statt. Im Winter existieren Loipen für den Skilanglauf. Einen besonderen landschaftlichen Wert besitzen der Höhenrücken zwischen Schlöten- und Krebsgrund, ferner die Taleinschnitte im Waldgebiet.
Im Werdauer Wald wurde früher Flößerei betrieben. Den Spuren dieses hier verschwundenen Gewerbes folgt der Naturlehrpfad Flößergraben.

## Verkehr
Südlich und nahe der Leubnitzer Waldsiedlung tritt der Bahndamm der stillgelegten Bahnstrecke Werdau–Mehltheuer in das Waldgebiet ein. Er wird als Projekt „Werdauer Waldeisenbahn“ auf einem Gleisabschnitt der Strecke durch einen Verein weiter betrieben. Im Waldgebiet liegen an diesem Streckenabschnitt die Haltepunkte von Teichwolframsdorf und Langenbernsdorf.
Das Waldgebiet wird von Schneisen und Flügeln durchzogen. Daneben gibt es einzelne Verkehrsstraßen von herausgehobener Bedeutung für die umgebenden Ortschaften. Dazu gehören die Verbindungsstraßen zwischen den Dörfern Teichwolframsdorf und Langenbernsdorf, Teichwolframsdorf und Reudnitz sowie Greiz-Pohlitz und der Siedlung Waldhaus.
Im Tal der Weißen Elster verläuft die Bahnstrecke Gera Süd–Weischlitz und die Landesstraße 2344.